# Фарерская овца
Фарерская овца (фар. Føroyskur seyður) — порода овец, которая выведена на Фарерских островах.

## Описание
Является представителем примитивных североевропейских короткохвостых овец, известна как небольшая, выносливая порода. Самки фарерской породы овец весят около 20 кг, а бараны достигают 20-40 кг. Бараны имеют рога, а овцы — комолые. В породе встречаются животные различных цветов.
Фарерские овцы, как правило, имеют очень слабый стадный инстинкт и обычно на пастбище не собираются в большие группы. Самыми близкими породами к фарерской являются старонорвежская, исландская и шетландская породы.

## Экономическое и культурное значение
Первые овцы этой породы появились в IX веке. Фарерские овцы уже долго являются неотъемлемой частью традиций острова. Название «Фарерские острова» значит «овечьи острова» и это животное изображено на гербе островов.
Блюда из баранины, такие как фар. skerpikjøt, составляют значительную часть традиционной кухни острова. Порода преимущественно используется для производства мяса, но шерсть также используется для вязания традиционных на Фарерских островах шалей.
В 2016 году в рамках развития проекта Google Street View на пяти фарерских овцах энтузиасты закрепили видеокамеры с обзором на 360 градусов, которые должны были записывать всё происходящее на местности в поле видимости каждой овцы. Благодаря этой технологии в том же году появились созданы панорамные изображения пяти участков Фарерских островов, по которым гуляли пасшиеся овцы, а также сняты первые панорамные видео. За проектом закрепилось шуточное название Sheep View. Инициатором проекта была местная жительница Дурита Андреассен, которая считала, что таким образом можно намного быстрее загрузить всю необходимую информацию в проект Google Street View, чем дождаться того, что команда Google сама до этого додумается. 1 ноября 2016 года компания Google официально объявила о включении панорам Фарерских островов в проект Google Street View.